# Formatie van Opglabbeek
De Formatie van Opglabbeek of Opglabbeek Formatie is een geologische formatie in de ondergrond van het oosten van Belgisch Limburg. De formatie bestaat uit lagunaire en fluviatiele kleien en zanden met een Vroeg-Selandien ouderdom (Midden-Paleoceen, rond de 60 miljoen jaar oud). De formatie is genoemd naar Opglabbeek in Limburg.
De formatie wordt onderverdeeld in twee leden: het Lid van Opoeteren (rode klei met bruinkoollaagjes) en het Lid van Eisden (fijn zand met schelpenbanken). Soms wordt nog een derde lid onderscheiden: het Lid van Maasmechelen. Anderen zien dit als onderdeel van het Lid van Eisden. 
De Formatie van Opglabbeek ligt stratigrafisch gezien boven op de Formatie van Houthem (Vroeg-Paleocene kalkhoudende zandsteen) en ligt onder de Formatie van Heers (Midden-Paleocene zanden en mergels). De formatie heeft een wisselende dikte van 20 tot 60 meter. De formatie wordt gerekend tot de Haspengouw Groep en wordt gecorreleerd met delen van de Formatie van Landen uit de Nederlandse lithostratigrafie.